# Гикало Микола Федорович
Микола Федорович Гика́ло (8 (20) березня 1897 , Одеса, Херсонська губернія  — 25 квітня 1938 , Москва ) — радянський державний та партійний діяч. Член Центральної Ревізійної комісії ВКП(б) (липень 1930 — січень 1934). Кандидат у члени ЦК ВКП(б) (лютий 1934 — жовтень 1937). Член Бюро ЦК КП(б) Білорусі (січень 1932 — березень 1937). Член ЦК КП(б)У (лютий 1937 — січень 1938). Член Політбюро ЦК КП(б)У (лютий 1937 — січень 1938). Організатор і жертва Сталінського терору.

## Біографія
Народився 8 (20) березня 1897 року в селянській родині в Одесі, тепер Одеська область, Україна. У 1909 році закінчив двокласну школу в місті Грозному. У 1910—1911 роках — учень Грозненського Пушкінського міського училища.
У 1915 році закінчив Тифліську військово-фельдшерську школу. Учасник Першої світової війни, нагороджений георгіївським хрестом. У січні 1915 — червні 1917 року — медичний фельдшер 329-го військово-польового госпіталю 19-го стрілецького Туркестанського полку в містах Грозному та Владикавказі.
Член РСДРП(б) з липня 1917 року.
У липні 1917 — лютому 1918 року — партійний робітник комітету РСДРП(б), червоногвардієць, у березні 1918 — лютому 1919 року — голова Грозненського міського комітету РКП(б), голова Грозненської Ради депутатів, командувач Червоної гвардії у Грозному. У лютому 1919 — березні 1920 року — командувач червоними партизанськими загонами в Чечні, Дагестані та Інгушетії.
У квітні — вересні 1920 року — заступник голови Горського обласного виконавчого комітету, військовий комісар Терської області і Дагестану в місті Владикавказі. У жовтні 1920 — вересні 1921 року — командувач Перської Червоної армії у місті Решт, Персія-Іран.
У жовтні 1921 — грудні 1922 року — відповідальний секретар Горського обласного комітету РКП(б) у місті Владикавказі.
У січні 1923—1925 року — завідувач агітаційно-пропагандистського відділу, секретар Південно-Східного бюро ЦК ВКП(б) у місті Ростові-на-Дону. У 1925 — лютому 1926 року — секретар та 2-й секретар Північно-Кавказького крайового комітету ВКП(б) у місті Ростові-на-Дону.
У лютому 1926 — вересні 1927 року — слухач курсів марксизму-ленінізму при Комуністичній академії у Москві.
У вересні 1927 — березні 1929 року — завідувач організаційно-розподільного відділу, член Середньоазійського бюро ЦК ВКП(б) у місті Ташкенті.
У березні — 20 червня 1929 року — 1-й секретар ЦК КП(б) Узбекистану.
5 серпня 1929 — серпень 1930 року — 1-й секретар ЦК КП(б) Азербайджану.
У серпні — грудні 1930 року — заступник завідувача організаційно-розподільного відділу ЦК ВКП(б) у Москві. У грудні 1930 — лютому 1931 року — завідувач організаційного відділу Московського міського комітету ВКП(б).
У лютому 1931 — січні 1932 року — 3-й секретар Московського міського і обласного комітетів ВКП(б).
З 23 січня 1932 року до 18 березня 1937 року — 1-й секретар ЦК КП(б) Білорусі. Одночасно, у липні 1932 — січні 1934 року — 1-й секретар Мінського міського комітетів КП(б)Б.
5 лютого — 14 жовтня 1937 року — 1-й секретар Харківського обласного й міського комітетів КП(б)У.
Заарештований 11 жовтня 1937 року під час Сталінського терору. 25 квітня 1938 року Воєнною Колегією Верховного суду СРСР був засуджений до вищої міри покарання й того ж дня розстріляний.
2 вересня 1955 року був посмертно реабілітований.

## Нагороди
- орден Леніна (15.03.1935)
- орден Червоного Прапора (1919)